# مانکیز (مجموعه تلویزیونی)
مانکیز (انگلیسی: The Monkees)یک مجموعه تلویزیونی محصول شبکه ان‌بی‌سی آمریکا است.
این مجموعه تلویزیونی که در ۲ فصل و ۵۸ قسمت ساخته شده است اولین قسمت در ۱۲ سپتامبر ۱۹۶۶ و آخرین قسمت آن ۲۵ مارس ۱۹۶۸ پخش شده است.